# Friday on My Knees
Friday on My Knees är en EP av The Fine Arts Showcase, utgiven 2008 på Adrian Recordings.

## Låtlista

### A
1. "Friday on My Knees" – 6:06
2. "Heaven to Me" – 3:03

### B
1. "Modern Love" – 3:11 (Frida Vermina)
2. "Chemical Girl" – 3:48

## Personal
- Johan Duncanson – design
- Dan Englund – medverkande musiker
- Pelle Gunnerfeldt – mixning (spår 4)
- Gustaf Kjellvander – producent, medverkande musiker
- Joachim Leksell – medverkande musiker
- Kalle Magnusson – layout
- Mathias Oldén – medverkande musiker, producent, mixning
- Fabian Ris Lundblad – medverkande musiker
- Andreas Tilliander – mastering

## Mottagande
Dagens skiva gav betyget 8/10.

### Fotnoter
1. ↑  ”Friday on My Knees”. Discogs.com. http://kritiker.se/skivor/fine-arts-showcase/dolophine-smile/. Läst 19 december 2012.
2. ↑  ”Välkommet livstecken”. Dagensskiva.com. http://dagensskiva.com/2008/10/26/the-fine-arts-showcase-friday-on-my-knees/. Läst 19 december 2012.